# Boris von Bodisco
Boris Renaud Theophil Eduard von Bodisco (* 8. August 1897 in Reval; † 26. September 1973 in Lindenberg im Allgäu) war ein deutscher Architekt und Maler.

## Leben

### Herkunft und Familie
Boris von Bodisco entstammte der Adelsfamilie von Bodisco, er war ein Sohn des deutschbaltischen Juristen und Landesbeamten Eduard Michael von Bosdisco (1863–1940) und dessen Ehefrau Theophile (1873–1944).
Er war mit Gerda geb. Romstöck (1913–1981) verheiratet, die ebenfalls Mitglied in der Reichskammer der bildenden Künste war.
Beider Sohn war der Bühnen- und Kostümbildner Dirk von Bodisco.

### Werdegang
Boris von Bodisco studierte ab 1915 an der Kaiserlich Russischen Universität Dorpat.
Er erbaute unter anderem für die Hitlerjugend (HJ) 1940 das HJ-Heim in Berlin-Frohnau und 1944 das heutige Haus der Jugend in Berlin-Reinickendorf, das unter Denkmalschutz steht. In der Zeit des Nationalsozialismus war er (als freiberuflich tätiger Architekt notwendigerweise) Mitglied der Reichskammer der bildenden Künste.
Nach Ende des Zweiten Weltkriegs baute er in Stadt und Kreis Lindau zusammen mit Walther Schmidt Landschulen aus Fertigbauelementen. Ebenfalls mit Walther Schmidt erbaute er die Internationale Spielbank Lindau als Provisorium in Holzbauweise, das jedoch 40 Jahre hielt – erst 1997–2000 wurde ein Neubau errichtet. 1956 gründete von Bodisco zusammen mit dem Bildhauer Berthold Müller-Oerlinghausen (1893–1979) die Gesellschaft der Kunstfreunde Lindau, bei der er auch ausstellte.

## Auszeichnungen
Im November 1954 wurde ein Ausstellungsbau für das Deutsche Kunsthandwerk auf dem Messegelände in Frankfurt am Main von einer Jury, die vom Bund Deutscher Architekten (BDA) und dem Hessischen Minister der Finanzen zusammengestellt worden war, als „vorbildlicher Bau im Lande Hessen“ ausgezeichnet. (Dieser Jury gehörten die Architekten Werner Hebebrand, Konrad Rühl, Sep Ruf und Ernst Zinsser an.) An dem ausgezeichneten Bau waren neben Boris von Bodisco die Architekten Gottlob Schaupp und Walther Schmidt beteiligt.